# Nuortikon
Nuortikon (lulesamiska: Nuortik) är en by samt tågmötesstation i södra delen av  Gällivare kommun i Lappland. I april 2016 hade Nuortikon 2 folkbokförda invånare över 16 år.

## Nuortikon by
Nuortikon by ligger i Gällivare socken, längs med länsväg BD 822 , cirka 40 km söder om Gällivare. Strax norr om byn ligger berget Nuortikonvaara. 

### Historik
Nuortikon, som betyder Nordsamestället, anlades år 1799. Det var ett s.k. frälsenybygge, anlagt av bruksägare Samuel Gustaf Hermelin. Byn började kallas Nuortikonby sedan järnvägsstationen (se nedan) byggts.
Fram till 1940-talet var Nuortikonby samt grannbyn Tidnokenttä väglösa byar. År 1947 började vägbygget som var färdigt 1949.

## Nuortikon station
Nuortikon station har Trafikplatssignatur: Nrt. Den ligger vid Malmbanan cirka 6 kilometer sydväst om Nuortikon by. Söder om stationen ligger ett större myrområde, Sluppukappe. Strax nordväst om stationen ligger sjön Särkijärvi.

### Historik
Stationen byggdes på 1890-talet. Ungefär samtidigt byggdes också Sågen cirka 3 km söderut. Vid Nuortikon station bodde som mest 13 familjer. Ibland ordnades dans vid stationen. Till slutet av 1930-talet fanns det en dansbana. Nuortikon station hade affär på 1930-talet. Skola fanns under många år. Den upphörde dock 1935/36. 1936 flyttades skolbyggnaden till Torasjärvi. Nuortikon station tynade av allt mera. I slutet av 1950-talet var området i praktiken obebott.
I början av 1960-talet byggdes en väg till Nuortikon station samt Kaartijärvi med grenväg till Råneträskvägen.